# Golpe de Estado en Vietnam del Sur de 1965
El golpe de Estado en Vietnam del Sur de 1965 tuvo lugar el 19 de febrero de 1965, cuando algunas unidades del Ejército de la República de Vietnam comandadas por el general Lâm Văn Phát y el coronel Phạm Ngọc Thảo lanzaron un golpe de Estado contra el general Nguyễn Khánh, jefe de la junta militar gobernante de Vietnam del Sur. Su objetivo era instalar al general Trần Thiện Khiêm, un rival de Khánh que había sido enviado a Washington D. C. como embajador en Estados Unidos para evitar que tomara el poder. El intento de golpe llegó a un punto muerto, y aunque el trío no tomó el poder, un grupo de oficiales liderados por el general Nguyễn Chánh Thi y el mariscal del aire Nguyễn Cao Kỳ, y hostiles tanto al complot como al propio Khánh, pudieron forzar un cambio de liderazgo y tomar el control ellos mismos con el apoyo de funcionarios estadounidenses, que habían perdido la confianza en Khánh.
Aunque Khánh había tomado el poder en enero de 1964 en alianza con Khiêm, pronto ambos se distanciaron por disputas políticas de carácter religioso, y el católico Khiêm empezó a conspirar contra Khánh. Se cree que Khiêm ayudó a planificar un golpe de Estado fallido en septiembre de 1964, y como resultado de ello Khánh lo exilió. Mientras estaba en Washington, Khiêm continuó conspirando junto a su ayudante Thảo, quien en realidad era un agente comunista decidido a fomentar luchas internas en cualquier oportunidad. Consciente de los planes de Thảo, Khánh lo convocó de regreso a Vietnam en un aparente intento de capturarlo, y Thảo respondió ocultándose y preparándose para su ataque. Mientras tanto, el control del poder de Khánh se debilitaba a medida que su apoyo militar menguaba y se volvía cada vez más dependiente del apoyo de activistas budistas civiles que favorecían las negociaciones con los comunistas y se oponían a la escalada de la guerra de Vietnam. Los estadounidenses —sobre todo el embajador Maxwell D. Taylor— se oponían a esto y habían estado presionando a varios oficiales vietnamitas de alto rango como Kỳ para derrocar a Khánh, quien sabía que se estaban llevando a cabo movimientos patrocinados por Estados Unidos para deponerlo.
Sin embargo, los estadounidenses no contaban con que Thảo y su compañero católico Phát intentaran tomar el poder sobre una plataforma explícitamente religiosa, afirmando su fidelidad al asesinado expresidente católico Ngô Đình Diệm y prometiendo retirar a Khiêm de Estados Unidos para dirigir el nuevo régimen. Esto causó alarma entre la mayoría budista, que había hecho una intensa campaña contra las políticas religiosas discriminatorias de Diệm en los meses previos a su derrocamiento en noviembre de 1963. Aunque querían que Khánh se fuera, los estadounidenses no querían que Thảo y Phát tuvieran éxito, por lo que buscaron a Kỳ y Thi en un intento de que derrotaran el golpe original y luego depusieran a Khánh. Durante el ataque inicial, Thảo y Phát intentaron capturar a Khánh y Kỳ, pero ambos hombres escaparon por poco, aunque algunos de sus colegas del Consejo de las Fuerzas Armadas fueron arrestados. Aunque los rebeldes lograron tomar el control de la base aérea de Tan Son Nhut, la más grande del país y sede militar de Vietnam del Sur, Kỳ pudo reagruparse rápidamente y retener el control de la cercana base aérea de Bien Hoa, utilizándola para movilizar el poder aéreo y detener el avance rebelde con amenazas de bombardeos. A última hora de la noche, Thảo y Phát se reunieron con Kỳ en una reunión organizada por los estadounidenses, donde se llegó a un acuerdo para poner fin al golpe a cambio del derrocamiento de Khánh. A primera hora de la mañana siguiente, la acción militar incruenta había terminado cuando Thảo y Phát se escondieron y la junta votó para destituir a su líder Khánh, quien estaba ausente en una gira de inspección militar, pensando que Kỳ y Thi estaban de su lado. 
Cuando Khánh se enteró de su destitución, la declaró ilegal. Después de desafiar a sus colegas y viajar por todo el país durante un día en un intento infructuoso de conseguir apoyo para un retorno, Khánh se exilió después de ser nombrado para ocupar el insignificante puesto de embajador en misión especial y permitió una elaborada y ceremonial despedida militar para salvar las apariencias. Posteriormente, Phát y Thảo fueron condenados a muerte in absentia. Thảo fue perseguido y asesinado en julio de 1965, mientras que Phát permaneció prófugo durante varios años antes de entregarse y ser indultado.

## Antecedentes
El general Nguyễn Khánh llegó al poder en enero de 1964 después de sorprender a la junta gobernante del general Dương Văn Minh con un golpe incruento. Sin embargo, debido a la presión estadounidense, mantuvo al popular Minh como jefe de Estado simbólico, mientras concentraba el poder real en sus manos al controlar el Consejo Militar Revolucionario. En agosto, la guerra de Vietnam continuó intensificándose tras el incidente del golfo de Tonkín, un encuentro disputado entre buques de guerra comunistas y estadounidenses frente a las costas de Vietnam del Norte; Washington acusó a Vietnam del Norte de atacar sus barcos en aguas internacionales. Khánh vio la tensa situación como una oportunidad para aumentar su autoridad. El 7 de agosto, declaró el estado de emergencia, aumentó los poderes policiales, prohibió las protestas, endureció la censura y permitió a la policía realizar allanamientos y encarcelamientos arbitrarios. Redactó una nueva constitución que habría aumentado su poder personal a expensas del ya limitado Minh. Sin embargo, estas medidas sólo sirvieron para debilitar a Khánh, ya que estallaron grandes manifestaciones y disturbios en las ciudades, con la mayoría de los budistas prominentes, pidiendo el fin del estado de emergencia y el abandono de la nueva constitución, así como un regreso a un gobierno civil.
Temiendo ser derrocado por las crecientes protestas, Khánh hizo concesiones, derogando la nueva constitución y las medidas policiales, y prometiendo restablecer el gobierno civil y remover del poder a los miembros del Partido Cần Lao —una organización católica secreta utilizada para infiltrarse y espiar a la sociedad para mantener el régimen del presidente Ngô Đình Diệm—. El general Trần Thiện Khiêm afirmó más tarde que «Khánh sintió que no tenía otra opción que aceptar, ya que la influencia de Trí Quang era tan grande que no solo podía poner a la mayoría del pueblo en contra del gobierno, sino que también podía influir en la eficacia de las fuerzas armadas». Muchos oficiales de alto rango, en particular los generales católicos Khiêm y Nguyễn Văn Thiệu, denunciaron lo que consideraban una entrega de poder a los líderes budistas. Intentaron reemplazar a Khánh por Minh, pero abandonaron sus planes de golpe tras no conseguir el respaldo de los estadounidenses. Khánh atribuyó la inestabilidad del gobierno a los disturbios provocados por miembros y partidarios del Đại Việt Quốc dân đảng (Partido Nacionalista del Gran Vietnam, generalmente conocido simplemente como Đại Việt), partido alineado con la Iglesia católica, a quien acusó de anteponer las conspiraciones partidistas al interés nacional. Entre los oficiales destacados asociados con Đại Việt se encontraban Thiệu y Khiêm. Por su parte, Khiêm culpó a la debilidad de Khánh al tratar con los activistas budistas por las manifestaciones en las ciudades y las pérdidas rurales contra los comunistas.
En septiembre, los generales católicos Lâm Văn Phát y Dương Văn Đức lanzaron un golpe de Estado después de ser degradados por Khánh en respuesta a la presión budista; Phát era un conocido leal a Diệm. Fueron apoyados por Đại Việt, Khiêm y el coronel Phạm Ngọc Thảo. Aunque Thảo también era católico, era un espía comunista no detectado que intentaba fomentar luchas internas en cualquier oportunidad. El golpe fracasó y Khánh exilió a Khiêm a Washington como embajador, y su amigo íntimo Thảo fue enviado como agregado de prensa. Preocupado porque el mariscal del aire Nguyễn Cao Kỳ y el general Nguyễn Chánh Thi —quienes habían reprimido el intento de golpe por él— se habían vuelto demasiado poderosos, Khánh hizo que Phát y Duc fueran absueltos en su juicio militar en un esfuerzo por usarlos como contrapeso político. Sin embargo, el golpe fue visto como el comienzo del declive político definitivo de Khánh. Gracias a la intervención de Kỳ y Thi, Khánh quedó ahora en deuda con ellos. En un intento por mantener su poder político frente a la creciente oposición dentro de la junta, trató de buscar el apoyo de los activistas civiles budistas, que apoyaban las negociaciones con los comunistas para poner fin a la guerra. Como los estadounidenses se oponían firmemente a tales políticas, las relaciones con Khánh se volvieron cada vez más tensas.

## Estímulo estadounidense a un golpe de Estado

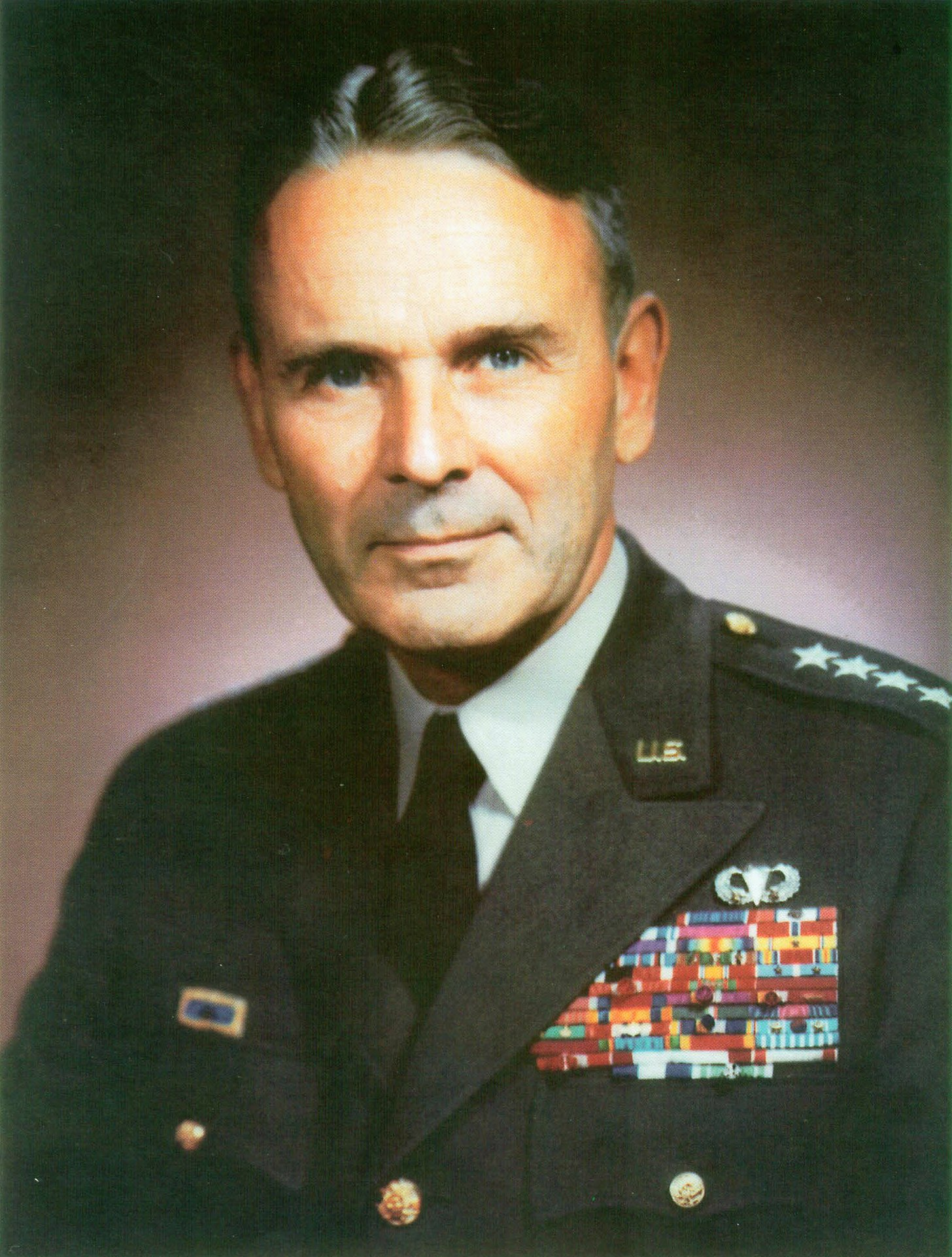
Maxwell Taylor, el embajador de Estados Unidos en Vietnam del Sur, era un opositor de Khánh y alentó a los demás oficiales survietnamitas a lanzar un golpe de Estado.

En 1965, los estadounidenses buscaban a alguien que derrocara a Khánh, y estos esfuerzos fueron encabezados por el embajador Maxwell D. Taylor, quien había comenzado a alentar a otros oficiales superiores a actuar contra Khánh desde principios de año, aunque todavía había dudas y oposición significativas a cualquier cambio de régimen en Washington. En ese momento, Estados Unidos estaba planeando iniciar una campaña de bombardeos a gran escala contra el norte comunista y consideraba que la dependencia de Khánh del apoyo budista era un obstáculo para sus objetivos. Además, Taylor y Khánh desarrollaron una intensa antipatía personal entre sí, que culminó en una ruptura de su relación; en diciembre de 1964, la junta de Khánh depuso al Alto Consejo Nacional, un órgano asesor civil que fue diseñado para dar una apariencia de gobierno civil. Esto dio lugar a que Taylor condenara airadamente a Khánh y a sus generales en privado hasta el punto de sugerir que Khánh renunciara al liderazgo. Khánh respondió amenazando con expulsar a Taylor y lanzando una ofensiva mediática contra el embajador. Taylor amenazó con retener la ayuda militar, pero los estadounidenses no pudieron hacerlo debido a su deseo primordial de ver la derrota militar de los comunistas, y sin financiación extranjera, Vietnam del Sur no podría sobrevivir.
En enero de 1965, el primer ministro designado por la junta, Trần Văn Hương, intensificó el esfuerzo bélico anticomunista expandiendo el gasto militar utilizando dinero de ayuda y equipo de los estadounidenses, y aumentando el tamaño de las fuerzas armadas ampliando los términos del reclutamiento. Esto provocó manifestaciones generalizadas contra el Hương y disturbios en todo el país, principalmente por parte de estudiantes en edad de reclutamiento y budistas que querían negociaciones. Khánh, que dependía del apoyo budista, hizo poco para intentar contener las protestas. Khánh decidió entonces que las fuerzas armadas asumieran el gobierno. El 27 de enero, con el apoyo de Thi y Kỳ, Khánh derrocó a Hương en un golpe de Estado incruento. Prometió abandonar la política una vez que la situación se estabilizara y entregar el poder a un organismo civil. Se creía que algunos de los oficiales apoyaban el aumento de poder de Khánh para darle la oportunidad de fracasar y ser removido permanentemente. Khánh persistió con la fachada de un gobierno civil al retener al jefe de Estado figura decorativa Phan Khắc Sửu y nombrar al profesor de economía Nguyễn Xuân Oánh como primer ministro interino.
La destitución del primer ministro por parte de Khánh anuló un contracomplot que involucraba a Hương, que se había desarrollado durante los disturbios civiles que lo obligaron a dejar el cargo. En un intento de prevenir su destitución, Hương había respaldado un complot liderado por algunos oficiales católicos orientados hacia el Dai Viet, entre los que se dice que estaban los generales Thiệu y Nguyễn Hữu Có. Planeaban sacar a Khánh y traer a Khiêm de regreso desde Washington. La Embajada de Estados Unidos en Saigón apoyó en privado el objetivo, pero no estaba dispuesta a brindar apoyo total. Lo consideraron poco meditado y potencialmente una vergüenza política debido a la necesidad de utilizar un avión estadounidense para transportar a algunos conspiradores, entre ellos Khiêm, entre Saigón y Washington. Como resultado, el embajador adjunto U. Alexis Johnson sólo prometió asilo para Hương si el complot fracasaba.
La destitución de Hương por parte de Khánh aumentó aún más la oposición estadounidense hacia él y los temores de que su dependencia del apoyo budista daría lugar a que no adoptara una posición de línea dura contra los comunistas. Consciente de la disminución del apoyo estadounidense, Khánh intentó iniciar negociaciones de paz con el Viet Cong, pero sólo logró un intercambio de cartas y aún no había organizado ninguna reunión o negociación antes de ser derrocado. Mientras tanto, esto sólo intensificó los esfuerzos de Estados Unidos para organizar un golpe, y muchos de los colegas de Khánh —en su mayoría partidarios católicos del Dai Viet— para entonces habían llegado a la conclusión privada de que estaba dispuesto a buscar un acuerdo con los comunistas. Muchos de ellos pensaban que Khánh se veía a sí mismo como el «Sihanouk de Vietnam»; el monarca camboyano había logrado evitar la Guerra Fría por el momento al rechazar tanto los bloques comunistas como los anticomunistas. Durante la primera quincena de febrero, las sospechas y pruebas contra Khánh comenzaron a solidificarse, un ejemplo fue su orden de liberar de la cárcel a la esposa del líder comunista Huynh Tan Phát. Los superiores de Taylor en Washington comenzaron a alinearse con su punto de vista, lo que le dio más margen para promover un golpe de Estado.
Durante la disputa con Taylor sobre el Alto Consejo Nacional en diciembre, Khánh había intentado enmarcar la disputa en términos nacionalistas, en un intento de conseguir apoyo a su alrededor contra lo que veía como una influencia estadounidense autoritaria. Esto funcionó por un tiempo, ya que Taylor había reprendido airadamente a los generales de Khánh, pero a largo plazo fracasó, ya que Vietnam del Sur y las carreras y el avance de los generales dependían de la ayuda estadounidense. Taylor esperaba que los llamamientos de Khánh al nacionalismo pudieran resultar contraproducentes y hacer que sus colegas temieran un futuro sin financiación estadounidense. En algunas ocasiones durante el enfrentamiento de diciembre, Khánh había pedido a sus colegas que apoyaran la expulsión de Taylor del país. El embajador dijo que el apoyo de Estados Unidos a Vietnam del Sur terminaría si él era expulsado y los generales dieron marcha atrás, pero Khánh dijo que los militares no necesitaban la ayuda de Estados Unidos. Los estadounidenses estaban al tanto de las tácticas de Khánh y las explotaron tratando persistentemente de asustar a sus colegas con la perspectiva de un ejército fuertemente restringido por la ausencia de financiación estadounidense. Después del golpe de diciembre, Taylor atribuyó el miedo al abandono de EE. UU. al haber «elevado el nivel de coraje de los otros generales hasta el punto de despedirlo», ya que muchos eran vistos como en deuda con su deseo de progreso personal por encima de todo.
En la primera semana de febrero, Taylor le dijo a Kỳ —quien luego transmitió el mensaje a sus colegas de la junta— que Estados Unidos «de ninguna manera estaba apoyando al general Khánh ni respaldándolo de ninguna manera». Taylor pensó que su mensaje había sido efectivo y envió un cable a Washington afirmando que sus palabras habían «caído en terreno fértil». Luego hizo que el mensaje se repitiera a otros siete generales clave. En esta etapa, Taylor y su personal en Saigón tenían en alta estima a tres oficiales como posibles reemplazos para Khánh: Thiệu, el comandante del II Cuerpo; Có; y el comandante de la Armada de la República de Vietnam, el almirante Chung Tấn Cang. Un informe del Departamento de Defensa de Estados Unidos describió a Có como un «oficial sobresaliente... amigable con los estadounidenses» y consideró a Cang «un buen líder... anticomunista; amigable con los EE. UU.». Un informe de la Agencia Central de Inteligencia (CIA) citó a Thiệu, quien fue descrito por un funcionario estadounidense anónimo como «inteligente, muy ambicioso y con probabilidades de seguir siendo un golpista con el objetivo de obtener avances personales». Al mismo tiempo, la CIA sabía que Có se había desilusionado de Khánh y había dejado de asistir a las reuniones de la junta después de que Khánh lo acusara de «haber sido comprado por los estadounidenses». Taylor tampoco descartó apoyar el regreso al poder de Khiêm, a pesar de haber estado de acuerdo con la decisión de Khánh de exiliarlo después del golpe de septiembre de 1964.
Taylor envió un cable a Washington diciendo: «Puedo visualizar perfectamente [la] necesidad en algún momento de utilizar toda la influencia de Estados Unidos... para inducir a nuestros amigos vietnamitas a sacar a Khánh de [la] posición de comandante en jefe (desde la cual mueve los hilos) e instalar su mejor alineación gubernamental». También dijo a sus superiores del Departamento de Estado que Khánh muy probablemente estaba al tanto de sus maquinaciones, pero que eso no le importaba. Al mismo tiempo, también estaba la cuestión de encontrar otro primer ministro designado por los militares para reemplazar a Hương. Taylor quería que Nguyễn Lưu Viên, el adjunto de Huong, asumiera el poder, y aconsejó a los oficiales survietnamitas que tenían buenas relaciones con él que intentaran organizar esto, pero no pudieron obtener suficiente apoyo. Finalmente, Phan Huy Quát fue nombrado primer ministro el 14 de febrero. Quát era un budista moderado que no estaba asociado con los manifestantes políticos y era visto como un candidato de compromiso que sería aceptable en todo el espectro religioso, aunque a regañadientes. También se le consideraba favorable a Khánh, que no estaría allí más que unos pocos días más para apoyarlo, controlarlo o presionarlo en cualquier caso.  Mientras tanto, los informes de inteligencia sobre los intentos de Khánh de negociar con los comunistas aumentaron.

## Complots preliminares

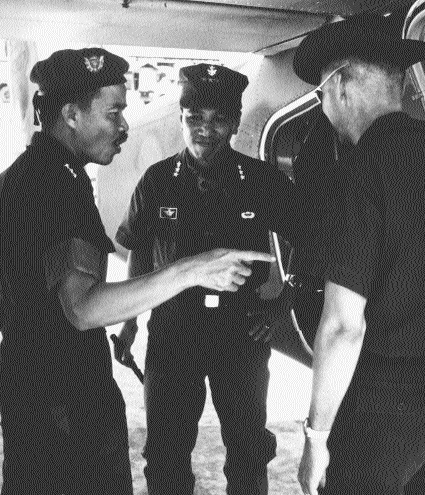
Thi (izquierda) y Thiệu (derecha) durante la década de 1960. Thi ayudó a detener el golpe y derrocar a Khánh, mientras que Thiệu fue considerado un líder potencial de un golpe contra Khánh.

Las exhortaciones de Taylor a los oficiales vietnamitas para que derrocaran a Khánh no eran un secreto, y tuvieron un efecto secundario no deseado: aceleraron la acción golpista por parte de figuras que no eran favorecidas por Washington. Personas como Kỳ, Thiệu, Có y Cang aún no estaban preparadas para dar un golpe de Estado, y sus preparativos estaban muy por detrás de los de Thảo, un conspirador incansable. El 14 de febrero, el comandante de la Brigada de Marina, general Lê Nguyên Khang, informó a un funcionario estadounidense que estaba involucrado en una conspiración contra Khánh, pero dijo que él y los otros Jóvenes Turcos no estaban preparados porque el ejército no estaba lo suficientemente unido. Dijo que tenían que esperar el momento en que se pudiera llevar a cabo un golpe sin generar efectos secundarios no especificados. Khang sabía que Thảo estaba planeando un movimiento con algunos generales que ahora estaban en el exterior. Él anticipó que habría problemas al tratar de evitar que sus subordinados se unieran a Thảo, ya que sus hombres podrían no esperar a que los generales más jóvenes lanzaran su golpe si pensaban que nunca sucedería.
En esa época, el ejército vietnamita estaba muy dividido en facciones de maneras complicadas e inusuales, y no estaba claro dónde estaban las simpatías de los respectivos oficiales. Thi era probudista, pero él y Kỳ habían sido sospechosos de planear un intento de golpe de Estado contra Khánh en septiembre de 1964, y la CIA también había informado en diciembre de 1964 de que había jurado matar a Khánh. Aunque Kỳ había hecho comentarios que insinuaban amenazas a Khánh, también era conocido por oponerse firmemente a los partidarios nominalmente católicos de línea dura de Diệm —como Thảo— que eran actualmente los favoritos para lanzar el golpe. Mientras tanto, personajes como Thiệu, Có y Cang, a quienes los estadounidenses favorecían, y estaban alineados con el catolicismo en formas más moderadas, eran cautelosos en comparación con los extravagantes e impetuosos Kỳ y Thi. Mantuvieron una actitud cautelosa, esperando a ver qué harían los otros oficiales, en lugar de tomar audazmente la iniciativa. Por su parte, la inteligencia estadounidense informó que Kỳ había predicho en privado que Khánh sería derrocado de manera eficiente y sin derramamiento de sangre y reemplazado por Thiệu.

## Complot de Phát y Thảo
A finales de diciembre de 1964, Thảo fue convocado de nuevo a Saigón por Khánh, quien sospechaba correctamente que él y Khiêm conspiraban juntos en Washington. Thảo creía que Khánh estaba intentando matarlo, por lo que pasó a la clandestinidad al regresar a Saigón, y comenzó a conspirar en serio, sin inmutarse ante la perspectiva de ser acusado de deserción. La junta gobernante apeló a Thảo en anuncios periodísticos y transmisiones para que siguiera las órdenes de informar, pero él las ignoró. Gracias a su catolicismo, Thảo pudo reclutar leales a Diệm como Phát. A mediados de enero de 1965, el régimen le exigió que se presentara ante sus superiores en el ERVN, advirtiéndole que sería «considerado culpable de abandono de su puesto con todas las consecuencias que tal situación implica» si no lo hacía. En ese momento, todavía no se sabía que Thảo era un agente comunista que intentaba deliberadamente causar luchas internas en Vietnam del Sur en cada oportunidad. Como el control de Khánh sobre el poder era inestable, una fuente anónima dijo que Thảo estaba preocupado por cómo sería tratado si alguien más asumía el poder: «Thảo actuó primero, por miedo a que si no lo hacía, los otros generales derrocarían a Khánh y se desharían de él también. Sabía que si los otros derrocaban a Khánh, su destino sería peor que el de Khánh». Durante este tiempo, Thảo se mantuvo en contacto con elementos de la CIA en un intento de obtener el respaldo estadounidense.
Entre enero y febrero, Thảo ultimaba sus propios planes de golpe. Thảo consultó a Kỳ — quería tomar el poder para sí — y lo exhortó a unirse al golpe, pero el jefe de la fuerza aérea afirmó que permanecería neutral. Thảo pensó erróneamente que Kỳ no intervendría contra él. De hecho, Kỳ había estado preparando sus propios planes de golpe durante quince días y se oponía firmemente a personas como Thảo y Phát.

## Comienzo del golpe
Poco antes del mediodía del 19 de febrero, Thảo y Phát atacaron, utilizando alrededor de 50 tanques y una mezcla de batallones de infantería para tomar el control de la oficina de correos y la estación de radio en Saigón, cortando las líneas de comunicación. Los tanques estaban dirigidos por el coronel Dương Hiếu Nghĩa, un miembro católico del Dai Viet. Rodeó la casa del general Khánh y el palacio de Gia Long, residencia del jefe de Estado Sửu. Cuando fue descubierto por la prensa, Phát salió de un tanque y bromeó: «Esta operación es para expulsar a Nguyễn Khánh del gobierno». Thảo dijo que traería de regreso a Khiêm desde Washington para dirigir el nuevo régimen. Al hacerlo, tomó a Khiêm, al menos nominalmente, desprevenido, durmiendo en su casa de Maryland. Cuando se le informó de lo que estaba sucediendo, Khiêm envió un cable prometiendo «apoyo total» al complot. Las fuerzas rebeldes también rodearon el cuartel general de la Armada de la República de Vietnam en el Astillero Naval de Saigón, aparentemente en un intento de capturar a Cang. Sin embargo, esto no tuvo éxito y Cang trasladó la flota a la base Nhà Bè, río abajo en el río Saigón, para evitar que los rebeldes se apoderaran de los barcos.

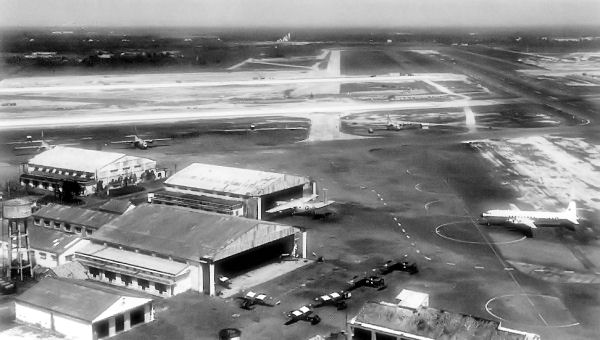
La base aérea de Tan Son Nhut, fotografiada aquí en 1962, fue la sede del ejército estadounidense y de Vietnam del Sur y un objetivo clave en cualquier golpe de Estado.

Mientras tanto, el socio principal de Thảo, Phát, se dirigió hacia la base aérea de Tan Son Nhut (la sede militar del país) para capturarla con una variedad de marines, paracaidistas y tropas de fuerzas especiales. En ese momento, la mayoría de los oficiales superiores habían estado en reuniones con funcionarios estadounidenses en Tan Son Nhut desde el comienzo de la mañana, y Khánh salió a las 12:30. Los conspiradores habían conseguido la cooperación de alguien que trabajaba dentro del cuartel general del Estado Mayor Conjunto. Se supone que este colaborador debía haber cerrado la puerta para que Khánh quedara atrapado, pero la dejó abierta. Algunos de los otros oficiales superiores del Consejo de las Fuerzas Armadas no tuvieron tanta suerte y fueron capturados por las tropas de Phát dentro del cuartel general, mientras que otros edificios del complejo permanecieron bajo control de la junta.
Estaba previsto que Khánh se reuniera con Quát y su gabinete en un edificio de Tan Son Nhut. Fue la primera reunión del nuevo ministerio y estuvieron presentes Taylor y el general William Westmoreland, comandante de las fuerzas estadounidenses en Vietnam. Debido a sus pobres relaciones, Khánh estaba seguro de que estaban conspirando contra él. Por lo tanto, sospechó que su insistencia en que asistiera a la primera reunión del gabinete de Quát era parte de una trampa, y decidió excusarse a mitad de la reunión para ir «de gira», momento en el que vio tropas concentrándose alrededor del perímetro del aeródromo.
Khánh logró escapar a Vũng Tàu después de que su avión apenas logró salir del hangar y despegar mientras los tanques rebeldes avanzaban para bloquear la pista y cerrar el aeropuerto. Las tropas terrestres tampoco lograron capturar a Kỳ, quien huyó por las calles de Saigón en un automóvil deportivo con su esposa y su suegra. Kỳ terminó en Tan Son Nhut, donde se encontró con Khánh, y los dos volaron juntos. Khánh ordenó a tres batallones de tropas leales que se dirigieran a Saigón, mientras que Kỳ ordenó que un avión con altavoces sobrevolara la zona y anunciara repetidamente: «Los hermanos no deben luchar contra sus hermanos». Mientras tanto, Khánh intentó presionar a Westmoreland por teléfono para obtener apoyo.

## Anuncio de golpe

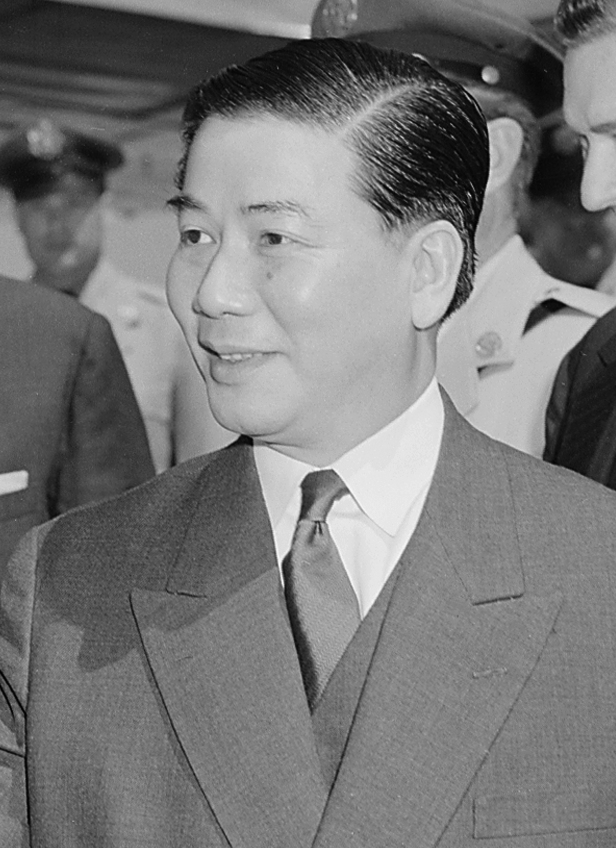
Ngô Đình Diệm, presidente de Vietnam del Sur de 1955 a 1963. Los conspiradores lo elogiaron y prometieron formar un régimen basado en su legado.

Thảo hizo un anuncio por radio afirmando que el único objetivo de su operación militar era deshacerse de Khánh, a quien describió como un «dictador». El grupo golpista hizo anuncios a favor de Diệm; el profesor civil católico Nguyen Bao Kiem dijo que el entonces embajador estadounidense Henry Cabot Lodge Jr. «se equivocó al alentar el golpe contra Diệm en lugar de corregir los errores». Lodge fue uno de los más firmes defensores entre los responsables políticos estadounidenses de la destitución de Diệm, y durante su mandato como embajador, se negó a reunirse con el líder vietnamita durante períodos prolongados para mostrar su descontento con el incumplimiento por parte de Saigón del consejo estadounidense. Thảo dijo que tenía la intención de llamar a Khiêm a Saigón para reemplazar a Khánh al frente del Consejo de las Fuerzas Armadas. A continuación, un mayor católico pronunció un largo discurso, ensalzando el carácter y los logros de Diệm y lamentando su pérdida. Esto dio la impresión de que los golpistas estaban planeando hacer retroceder el régimen a una posición de la era de Diệm y castigar a los involucrados en el derrocamiento de Diệm y su posterior ejecución en 1963. Los rebeldes también hicieron transmisiones en las que prometían luchar agresivamente contra el Vietcong y cooperar con Estados Unidos. A lo largo del día, se transmitieron por radio una serie de discursos contra Khánh, y los rebeldes afirmaron tener el apoyo de cuatro divisiones; esta declaración fue rechazada por la junta como altamente dudosa e inflada.
Los anuncios arrojan más luz sobre la naturaleza del grupo golpista. Los analistas del gobierno estadounidense concluyeron que la rebelión fue «principalmente un movimiento de neodiemistas acérrimos y militantes militares católicos perturbados por el aumento de la influencia budista, opuestos al general Khánh y deseosos, de una manera vaga y mal pensada, de hacer retroceder el reloj y deshacer algunos de los resultados del derrocamiento de Diệm en noviembre de 1963». La mayoría de las figuras militares prominentes en el golpe eran católicos y miembros del Dai Viet. Entre los civiles católicos que apoyaron la acción se destacó el profesor Kiem, miembro del cuerpo docente del Instituto Nacional de Administración, un organismo que contaba con financiación estadounidense. Kiem era el líder de la Fuerza de Defensa Nacional (FDN), un organismo basado en el Partido Católico Cần Lao secreto que se utilizó para sostener el gobierno autocrático de Diệm, pero que se había desvanecido después de su destitución y ejecución. La CIA había informado que entre los miembros y asociados del FDN se contaban algunos oficiales militares de alto rango, incluidos Có, Thiệu y el general Nguyễn Bảo Trị, comandante de la 7.ª División con base en la ciudad de Mỹ Tho, inmediatamente al sur de la capital. Otros notables partidarios civiles del golpe fueron los activistas católicos Padre Hoan Quynh y Mai Ngo Khuc.
Los analistas de inteligencia estadounidenses habían pensado que el general Trần Văn Đôn estaba involucrado en el golpe con Phát y Thảo, pero alteraron su evaluación cuando se quedó en la ciudad turística de montaña de Đà Lạt en lugar de dirigirse a la capital. Su cambio de opinión se vio reforzado por el anuncio de que Khiêm lideraría el nuevo gobierno si el golpe tenía éxito. Ocho meses después del golpe, Đôn le dijo al historiador estadounidense George McTurnan Kahin que había estado conspirando con Thảo, quien había planeado que él se convirtiera en ministro de Defensa y jefe del Estado Mayor del Ejército, pero dijo que el Dai Viet y Kiem habían insistido en instalar al católico Khiêm. Un mes antes, los analistas de inteligencia estadounidenses pensaron que Thảo estaba planeando reemplazar a Khánh como comandante en jefe por Don. El embajador Khiêm había estado presionando a su acérrimo rival Khánh durante más de dos meses acusándolo a él y a los budistas de buscar una «solución neutralista» y «negociar con los comunistas», y tan pronto como estalló el golpe, los analistas de los medios de comunicación lo consideraron inmediatamente como una figura clave detrás de la acción.
Como Diệm había discriminado fuertemente a favor de la minoría católica y había impuesto restricciones al budismo, los discursos radiales de los rebeldes provocaron una respuesta sorprendentemente negativa entre la mayoría budista. El monje activista budista Thích Tâm Châu habló desde una estación de radio en Nha Trang, exhortando a sus correligionarios a apoyar a la junta en el poder. Los discursos diemistas también alarmaron a generales pro-budistas o anti-Diệm, como Thi y Có, quienes habían sido parte del fallido golpe de Estado de 1960 y del exitoso de 1963 contra Diệm respectivamente, y temían represalias de Thảo y Phát. Los discursos llevaron a muchos oficiales anti-Diệm que de otro modo podrían haber sido neutrales o simpatizantes del golpe, a inclinarse más hacia Khánh.

## Khiêm se prepara para regresar del exilio
Para entonces, Khiêm se estaba preparando para regresar a Saigón para ayudar con el golpe o tomar el control si ya había tenido éxito. Sus colegas habían previsto que los estadounidenses les prestarían un avión para transportar a Khiêm de vuelta a casa, pero entre Taylor y Westmoreland surgieron dudas. Los dos generales estadounidenses habían perdido la confianza en Khánh, pero la ideología pro-Diệm expresada por los partidarios de Thảo los alienó, debido a los temores de que los golpistas desestabilizarían y polarizarían el país si tomaban el poder. Los estadounidenses querían que Khánh se fuera, pero les preocupaba que Phát y Thảo pudieran galvanizar el apoyo al asediado presidente en el poder a través de sus opiniones extremadamente divisivas a favor de Diệm, que tenían el potencial de provocar divisiones sectarias a gran escala en Vietnam del Sur, jugando a favor de los comunistas y obstaculizando objetivos estadounidenses más amplios. También les preocupaba el apoyo de Thảo a la destitución de Quát y de los componentes civiles del gobierno, a quienes Thảo consideraba «demasiado susceptibles a la pacificación budista». Por el contrario, los estadounidenses consideraban que la participación civil en el gobierno era una necesidad. También les preocupaba que una victoria de Khánh aumentara su prestigio y hiciera más probable su intento de llegar a un acuerdo con los comunistas, por lo que querían ver surgir una tercera fuerza que derrotara a las facciones de Thảo y Khánh.
El comandante de la Brigada de Marina, el general Khang, pidió a la Embajada de Estados Unidos en Saigón que no permitiera a Khiêm salir de Washington. Como resultado de esto, Taylor envió un mensaje al Departamento de Estado: «Independientemente de cuál pueda ser el resultado final, creemos que la llegada de Khiêm aquí... solo agregaría yesca a lo que esta noche parece ser una situación muy explosiva con posibilidades de luchas internas entre unidades de las fuerzas armadas... Insto a que no intente regresar a Saigón hasta que la situación se aclare más». De manera más general, Westmoreland y Taylor decidieron a esta altura que era imperativo que Thảo y Phát fracasaran, mientras que Khánh también debería ser depuesto por otra persona en medio del caos. Westmoreland dio órdenes a los oficiales estadounidenses que estaban aconsejando a las unidades survietnamitas que dejaran de trabajar si la unidad estaba siendo utilizada en el golpe, y que fingieran ser neutrales a pesar de que el alto mando estadounidense ya había decidido intervenir.

## Fracaso en la captura de la base aérea de Bien Hoa y estancamiento
Se suponía que Phát tomaría la base aérea de Bien Hoa, la segunda instalación aérea más grande del país, ubicada en la ciudad satélite de Biên Hòa, en las afueras del noreste de Saigón. Esto era para evitar que Kỳ movilizara poder aéreo contra ellos, pero Phát falló, ya que Kỳ ya había volado a Biên Hòa para tomar el control después de dejar a Khánh en Vung Tau. Phát no pudo desafiar a los aviones de combate de Kỳ, que ya estaban patrullando el aire sobre Bien Hoa cuando llegaron. Luego, Kỳ voló una corta distancia hacia el suroeste y sobrevoló Tan Son Nhut, amenazando con bombardear a los rebeldes. A Kỳ nunca le había gustado Thảo ni Phát y no quería que tomaran el poder. Al amenazar con arrasar Tan Son Nhut, Kỳ parecía no preocuparse por los miembros de la junta que habían sido capturados allí, ni por los más de 6000 estadounidenses que trabajaban allí, pero la intervención de Westmoreland detuvo cualquier ataque aéreo. Un informe y análisis de la CIA escritos después del golpe concluyeron que «el mando de Kỳ sobre la fuerza aérea lo hizo fundamental» para evitar que Khánh fuera invadido, «hasta que Kỳ cambió de opinión» sobre el control continuo de Khánh en el poder. Mientras tanto, la mayoría de las fuerzas del III y IV Cuerpos que rodeaban la capital no apoyaron ni a Khánh ni a los rebeldes y no tomaron ninguna acción decisiva.
Taylor y Westmoreland comenzaron a presionar a Kỳ y Thi, los dos generales más poderosos de la junta fuera de Khánh, con la esperanza de alistarlos en un esfuerzo por cerrar a Phát y Thảo y al mismo tiempo eliminar a Khánh. Kỳ era la salida más conveniente, ya que la fuerza aérea y los cuarteles generales militares estadounidenses y de Vietnam del Sur estaban adyacentes entre sí en Tan Son Nhut, lo que facilitaba la comunicación, mientras que Thi estaba al mando del I Cuerpo en el extremo norte. Westmoreland se comunicó con Kỳ a través del asesor de este último, Robert R. Rowland. A pesar de su inconveniente ubicación geográfica, Thi era visto como hostil a Khánh en ese momento, y como partidario y comandante de una región que era vista como el corazón budista de Vietnam, él y su base de apoyo popular se oponían firmemente a la ideología procatólica diemista defendida por Phát y Thảo.

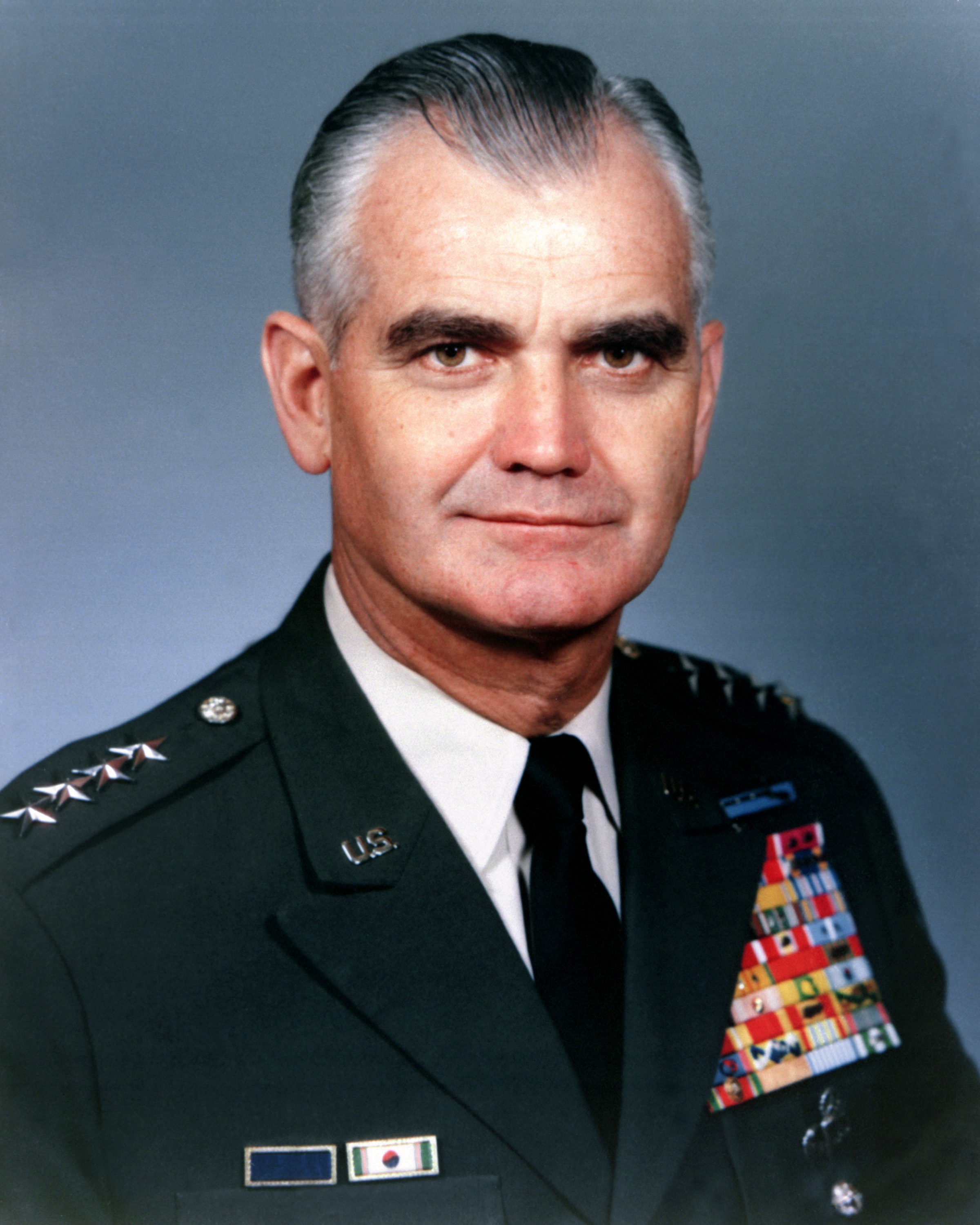
William Westmoreland, el comandante estadounidense en Vietnam, intentó organizar algunas fuerzas para detener el golpe y derrocar al entonces presidente Khánh.

A corto plazo, Taylor y Westmoreland designaron extraoficialmente a Kỳ con el deber de moderar entre las fuerzas golpistas y los leales a Khánh, evitando el derramamiento de sangre y manteniéndolos separados hasta que se decidiera alguna acción adicional después de que se pudiera convocar una reunión de emergencia del Consejo de las Fuerzas Armadas. A última hora de la tarde, la 7.ª División dirigida por el general Trị, con base en la ciudad de Mỹ Tho, en el delta del Mekong, se preparaba para trasladarse al norte, a la capital, para atacar a las fuerzas de Phát y Thảo, después de que Khánh convenciera a Trị en una reunión en Phú Lâm. Sin embargo, esto se detuvo después de que Westmoreland le dijera al asesor estadounidense de Tri a nivel de división, un coronel Gruenther, que le dijera al comandante de la Séptima División que consultara a Kỳ antes de hacer cualquier movimiento. Poco después se informó que Tri, a quien la CIA había evaluado como «anticomunista y pro-EE. UU.», había detenido el avance de su fuerza de tarea del tamaño de un regimiento hacia la capital, al menos por el momento. Al mismo tiempo, se estaba preparando una brigada de marines vietnamitas para apoyar a Khánh en su lucha contra los rebeldes, pero no está claro si esto se coordinaría con la 7.ª División de Tri y si la decisión de Tri de mantenerse firme en lugar de atacar tuvo un efecto en los marines. También hubo informes de elementos de la 9.ª División desde Cần Thơ en el extremo sur, y de la 25.ª División desde el oeste moviéndose hacia la capital con alrededor de 30 vehículos blindados de transporte de personal. Se dice que a ellos se les unió la 5.ª División que venía de Bien Hoa en el norte. Durante todos estos movimientos, la mano de Kỳ se fortaleció por la creencia errónea de Khánh y su facción de que el comandante de la fuerza aérea los apoyaba.
Mientras esto sucedía, los estadounidenses consultaron con Thi y el general Cao Văn Viên, el comandante del III Cuerpo que rodeaba Saigón, para reunir unidades hostiles tanto a Khánh como al golpe actual en una Fuerza de Liberación de la Capital. Los estadounidenses proporcionaron a Thi un avión para que pudiera volar desde su cuartel general del I Cuerpo en Đà Nẵng hasta Saigón para liderar las fuerzas terrestres contra los rebeldes y Khánh. Mientras tanto, no hubo más combates y se inició otra ronda de negociaciones. Por la tarde, Khánh habló por radio, utilizando un transmisor que se cree que estaba en Ba Xuyên en el delta del Mekong. Khánh denunció a los líderes del golpe como miembros del Cần Lao. Dijo que sus leales estaban avanzando hacia Saigón y que los rebeldes tuvieron que dispersarse al día siguiente para evitar un ataque. Cerca de la medianoche, hubo informes de que los leales a Khánh habían ingresado a la capital y habían pasado un control rebelde en el distrito comercial chino de Cholon, a unos 3 kilómetros al oeste del centro de Saigón. Se informó que las tropas que custodiaban el puesto de control no intentaron detener a los hombres de Khánh.

## Colapso del golpe

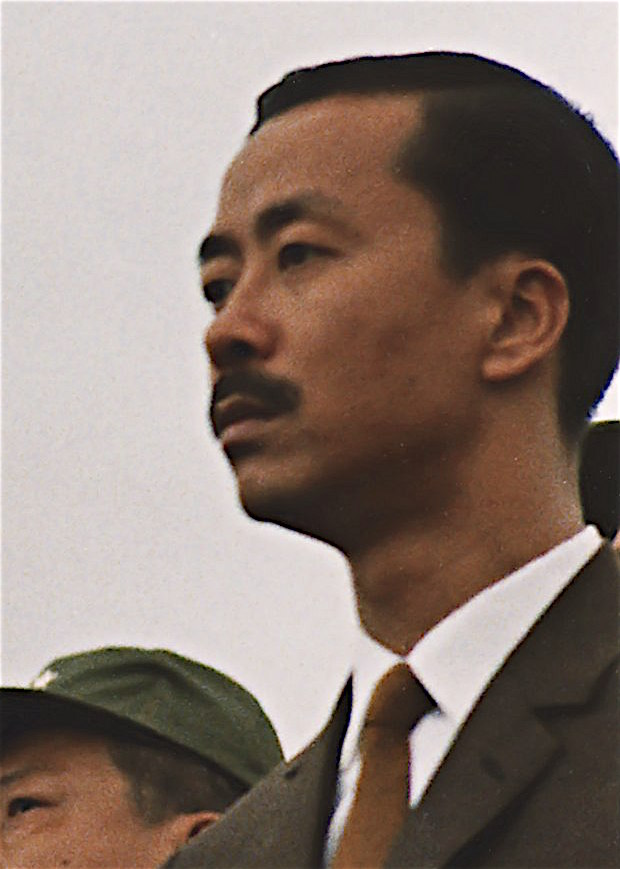
Kỳ fue una figura clave para detener el golpe y luego derrocar a Khánh.

A las 20:00, Phát y Thảo se reunieron con Kỳ en una reunión en la base aérea de Bien Hoa organizada por los estadounidenses e insistieron en la destitución de Khánh del poder. El golpe fracasó cuando, entre la medianoche y el amanecer, fuerzas anti-Thảo irrumpieron en la ciudad desde el sur junto con algunos componentes de la Séptima Brigada Aerotransportada leales a Kỳ desde Bien Hoa en el norte. Se discute si los rebeldes fueron realmente derrotados por la abrumadora demostración de fuerza o si se llegó a un acuerdo para poner fin a la revuelta a cambio de la destitución de Khánh, aunque una gran mayoría apoya esto último. Según la segunda versión, Phát y Thảo acordaron liberar a los miembros del Consejo de las Fuerzas Armadas que habían arrestado y retirarse a cambio de la completa remoción de Khánh del poder. Posiblemente como una forma de salvar las apariencias, Phát y Thảo también recibieron una cita con el jefe de Estado figurativo Sửu, quien estaba bajo el estrecho control de la junta, para «ordenarle» que firmara un decreto que despojaba a Khánh del liderazgo del ejército y organizaba una reunión de la junta y el gabinete civil del primer ministro Quát. Durante la madrugada, mientras la estación de radio aún estaba en manos de los rebeldes, se leyó un mensaje atribuido a Sửu; anunciaba la destitución de Khánh. Sin embargo, la autenticidad del anuncio fue puesta en duda cuando los paracaidistas arrebataron el control de la estación a los rebeldes y Sửu habló entonces en persona, diciendo que estaba tratando de entrar en contacto con ambas facciones y convencerlas de evitar el derramamiento de sangre. Más tarde, la estación de radio reprodujo un discurso pregrabado de Khánh en el que afirmaba que había recuperado el control de la situación. No hubo heridos ni muertos en el golpe.

## Khánh es derrocado
Phát se vistió de civil, e hizo una transmisión diciendo «Hemos capitulado», antes de huir con el coronel Huỳnh Văn Tồn. Thảo difundió un mensaje diciendo que el golpe había sido efectivo para derrocar a Khánh. Este no era el caso todavía, pero el Consejo de las Fuerzas Armadas adoptó posteriormente un voto de censura contra Khánh. Más tarde por la mañana, mientras huía, Thảo hizo una transmisión usando un sistema de radio militar para pedir la salida de Khánh y defender sus acciones, que describió como las que estaban en el mejor interés de la nación. Ansiosos por destituir a Khánh, los estadounidenses proporcionaron aviones para transportar a los oficiales, a Quát y a su gabinete civil a la reunión con poca antelación. La moción fue impulsada por Thi, quien obtuvo el apoyo de Kỳ, y la votación final fue unánime. Sửu y Quát, que no eran miembros del Consejo de las Fuerzas Armadas, coincidieron con la decisión militar de deponer a Khánh. Kỳ, Thi y Thiệu se convirtieron en las figuras clave de una junta que continuó con Sửu y Quát como un frente civil, aunque el general Trần Văn Minh se convirtió en el comandante en jefe nominal de las fuerzas armadas. La junta ordenó a Khánh que abandonara Vietnam del Sur inmediatamente e hizo una demostración de apoyo a Quát y su ministerio civil.
Khánh no estuvo presente en su derrocamiento, porque se encontraba al norte de Saigón, inspeccionando una exhibición de armas comunistas capturadas. Cuando se enteró de lo que estaba sucediendo a través de una llamada telefónica del secretario de la junta, el general Huỳnh Văn Cao, se enojó y se negó a aceptar su destino. Khánh sostuvo que sólo una sesión plenaria del Consejo de las Fuerzas Armadas, incluido él, tenía el poder de hacer un cambio de liderazgo. Khánh le comunicó a Cao su intención de resistir lo que consideraba una toma ilegal del poder. Habiendo llegado a la conclusión de que Khánh lucharía hasta el final, Cao fue a ver a Westmoreland y le pidió abiertamente ayuda. Westmoreland envió a Rowland a reunirse con los ocho miembros disponibles de la AFC—Kỳ, Thi, Cao, Thiệu, Minh, Khang, Có y Phạm Văn Đồng—para diseñar un plan para frustrar los intentos de Khánh de restablecerse.

### Última resistencia de Khánh
Khánh utilizó su avión personal para volar a diferentes provincias, tratando de conseguir apoyo y prometiendo promover a posibles aliados. Voló a Vũng Tàu, su refugio favorito, antes de viajar a Cần Thơ, la principal ciudad del delta del Mekong. Luego se dirigió a Sóc Trăng, una ciudad cercana a la frontera con Camboya. Sin embargo, recibió poco apoyo. A pesar de haber sido obligado a dejar el poder, Khánh se negó a aceptar la idea, llamó a Thi a través de un intermediario y le informó de su destitución del mando del I Cuerpo. El intento de orden del líder depuesto fue recibido con duras palabras por parte de Thi. Tras derrocar a Khánh, los generales celebraron una conferencia de prensa por la tarde, afirmando que no se había tomado ninguna decisión definitiva. Sin embargo, atacaron a Khánh como un «alborotador» que era letárgico en la persecución del Vietcong, y lo acusaron de estar obsesionado con el poder y la política.
Al final de la tarde, Khánh estaba en Da Lat cuando su avión se quedó sin combustible y no había ningún surtidor abierto en ese momento, por lo que tuvo que pasar la noche allí. Llamó a Saigón pidiendo reabastecimiento, pero sus rivales le negaron su deseo. Temiendo un regreso de Khánh, el Consejo de las Fuerzas Armadas se reunió nuevamente y decidió por unanimidad hacer planes de contingencia para repeler cualquier contrainsurrección de Khánh. Westmoreland envió al coronel Jasper Wilson, antiguo confidente y asesor de Khánh a nivel de cuerpo, a Da Lat para convencer a Khánh de que dimitiera y permitiera que un nuevo liderazgo militar tomara las riendas. Un año antes, Wilson había ayudado a Khánh a deponer a Minh. Al principio, Khánh se negó a irse, calificando el golpe de iniciativa estadounidense y diciendo que si capitulaba ahora, simplemente demostraría que los estadounidenses estaban involucrados, ya que Wilson había sido enviado a decirle que se fuera.
Finalmente, Khánh aceptó irse si se le daba una despedida digna, por lo que los otros generales organizaron una despedida ceremonial en Tan Son Nhut el 24 de febrero. Las bandas militares tocaban mientras él se inclinaba teatralmente y recogía un poco de tierra suelta antes de guardársela en el bolsillo; Khánh dijo que se llevaba consigo su amada patria, y prometió regresar algún día. Sus enemigos, los oficiales vietnamitas restantes, especialmente Kỳ y Thi, así como Taylor, lo recibieron en el aeropuerto. Los adversarios lograron sonreír y estrechar manos ante las cámaras de los medios de comunicación. Para hacer que el golpe «pareciera lo más parecido posible a una acción de los propios vietnamitas», Taylor no hizo ninguna declaración pública después del derrocamiento de Khánh, por orden del Departamento de Estado. Portando su Gran Cruz de la Orden Nacional y cargando dos bolsas de plástico más llenas de tierra vietnamita, Khánh partió entonces como embajador en misión especial y fue enviado a una gira mundial sin sentido, que comenzó con un informe a la Organización de las Naciones Unidas en la ciudad de Nueva York.

## Repercusiones
Phát y Thảo fueron despojados de sus rangos, pero inicialmente no se hizo nada en cuanto a procesarlos o condenarlos por su participación en el golpe. La nueva junta decidió ignorar las acciones de Khiêm y él permaneció en Washington como embajador, sin que se tomaran más medidas. Phát y Thảo permanecieron escondidos en aldeas católicas. Se ofrecieron a rendirse y apoyar al gobierno si a ellos y a sus oficiales se les concedía la amnistía.
En mayo de 1965, un tribunal militar bajo el mando de Kỳ condenó a Thảo y Phát, que todavía estaban prófugos, a muerte in absentia. Como resultado, Thảo no tuvo más opción que mudarse indefinidamente o intentar tomar el poder para salvarse. Él eligió esto último. El 20 de mayo, algunos oficiales y alrededor de 40 civiles, predominantemente católicos, fueron arrestados bajo cargos de intento de asesinar a Quát y secuestrar a Kỳ, entre otros. Varios de los arrestados eran conocidos partidarios de Thảo y se cree que lo ayudaban a evadir a las autoridades. En julio de 1965, se informó de su muerte en circunstancias poco claras después de ser perseguido; un informe oficial afirmó que murió a causa de sus heridas mientras estaba en un helicóptero que lo llevaba a Saigón, después de ser capturado al norte de la ciudad. Se asumió generalmente que fue asesinado o torturado hasta la muerte por órdenes de algunos miembros de la junta. Phát permaneció prófugo durante tres años. Durante ese tiempo, el poder de Kỳ fue eclipsado por Thiệu en una continua lucha por el poder, y este último eliminó a los partidarios de Kỳ en el ejército de posiciones de alto poder. En junio de 1968, Phát salió de su escondite y se entregó a las autoridades. En agosto, un tribunal militar lo indultó y lo puso en libertad.
Después de que él también fuera exiliado al año siguiente, Thi dijo: «Fue necesario actuar contra él porque nuestro ejército dependía de los estadounidenses y no podíamos arreglárnoslas sin ellos». Thi acusó a los partidarios de Diệm en el extranjero por el golpe. A pesar de no haber logrado tomar el poder, Khiêm dijo que la caída de Khánh lo hizo «muy feliz. Creo que mi objetivo se ha cumplido». La Unión Soviética respondió al golpe diciendo que «la farsa continuará» y satirizando a los «políticos y guerreros en bancarrota» de Vietnam del Sur.